# Trenno
Trenno (Trenn in dialetto milanese, AFI: [ˈtrɛn]) è un quartiere di Milano situato nella periferia occidentale della città, appartenente al Municipio  8 e al NIL n. 64 "Trenno".
Fino al 1923 costituì un comune autonomo, conosciuto con il nome di Trenno e Uniti, con un territorio molto più esteso rispetto a quello dell’attuale quartiere.
L'abitato si trova a circa 8,5 km a nord-ovest del Duomo, e si estende su poco più di 1 km². È circondato a ovest e a nord dal Boscoincittà, a sud dal parco omonimo, e confina a est con il quartiere Gallaratese.
Oggi Trenno è un quartiere di Milano prevalentemente residenziale a media densità, caratterizzato dalla presenza di condomini moderni sorti nel secondo dopoguerra. Nonostante l’espansione edilizia, il quartiere conserva ancora tracce del nucleo rurale originario, in particolare attorno alla chiesa parrocchiale di San Giovanni Battista, a via Ratti e a piazza Scolari, dove si concentrano alcune attività commerciali di vicinato. La vicinanza con ampie aree verdi come il Parco di Trenno e il Parco Aldo Aniasi contribuisce a mantenere un ambiente tranquillo e poco urbanizzato rispetto ad altre zone della città.
Dal punto di vista della viabilità, Trenno è collegato al resto di Milano principalmente attraverso tre direttrici stradali: via Cascina Bellaria, via Lampugnano e via Balla, quest'ultima urbanizzata solo a partire dai primi anni 2000. I collegamenti con il trasporto pubblico sono limitati alla linea automobilistica ATM 64, che collega il quartiere con la stazione della metropolitana M1 di Bonola, situata a circa 1 km di distanza e con la stazione San Siro Stadio della linea M5

## Storia
Sorta con ogni probabilità nel Basso Medioevo, Trenno fu capoluogo di un feudo appartenuto alla nobile famiglia Melzi, Comune autonomo per secoli e sede di Pieve.

### Origini
In epoca romana era consuetudine dare agli agglomerati urbani, che si insediavano lungo le grandi arterie una denominazione corrispondente alla loro distanza. Lungo la strada "di San Pietro all'Olmo" si trovavano Trenno (Trebennius = 3º miglio), Quarto, Quinto Romano e Settimo Milanese, che inizialmente erano probabilmente solo stazioni di posta per il cambio di cavalli.
La prima memoria storica di Trenno è di epoca carolingia, risale al 17 marzo 877 e risulta in un rogito fra Leone e Sigifrido, preti officiali della chiesa di S. Ambrogio per un possesso “in vico et fundo Triennum” nel villaggio e territorio di Trenno.
La chiesa di San Giovanni Battista si trova testimoniata per la prima volta in un atto del 1017. Alla fine del XII secolo, secondo quanto riporta il Giulini, "la pieve di Trenno aveva giurisdizione sui villaggi di Lerenteggio, Figino, Lampugnano, San Leonardo, Arese, Quarto Cagnino, Quarto Uglerio, Quinto Romano, San Romano" (DCA, Trenno).

### Medioevo
L'esistenza di un ordinamento comunale è testimoniata da un documento datato 31 marzo 1257, trascritto negli “Atti del Comune di Milano” in cui Trenno è citato come comune ed è segnalata la presenza del console.
Negli “Statuti delle acque e delle strade del contado di Milano fatti nel 1346” Trenno risulta incluso nella pieve omonima e viene elencato tra le località cui spetta la manutenzione della “strata da Sancto Petro a l'Olmo” come “el locho de Treno”.
Sempre nel trecento, viene menzionata la prima famiglia nobiliare associata a Trenno, ovverosia la famiglia Grasellis de Bolate e Treno

### Età moderna

Il Molino Dorino nel 1989. I primi documenti dove viene citato sono delle mappe del XVII secolo, su cui è indicato come impianto molinatorio dell'allora comune di Trenno

Nello Stato di Milano, in epoca moderna, si diffuse in maniera capillare il sistema del feudo camerale, una particolare tipologia di feudo concessa direttamente dal principe e sottoposta al controllo della Camera ducale, organo centrale preposto alla gestione delle finanze pubbliche. A differenza dei tradizionali feudi medievali, i feudi camerali godevano di un’autonomia molto limitata, sia in ambito fiscale che giurisdizionale, poiché strettamente vigilati dall’amministrazione statale.
Nel 1658, il feudo di Trenno fu concesso a Camillo Melzi, che poté ottenere il diritto grazie anche all’influenza dello zio omonimo, il cardinale Camillo Melzi, arcivescovo di Capua. L’acquisto fu formalizzato attraverso il pagamento di 45 lire imperiali per ciascuna famiglia residente. Due anni più tardi, nel 1660, Camillo fu insignito del titolo di Conte di Trenno da Re Filippo IV di Spagna. 
Alla morte di Camillo, il feudo passò al Conte Cesare Monti, figlio di Maria Melzi, e rimase in possesso della famiglia Monti fino alla loro estinzione nel 1774. A quel punto, la Contea di Trenno fu devoluta alla Camera, rientrando nei beni dello Stato, fino a quando, il 9 febbraio 1808, un Regio Decreto ne sancì l’incorporazione nel comune di Milano.
Nel 1757 la pieve civile di Trenno comprendeva i comuni di Arese, Boldinasco, Cassina del Pero, Cassina Trivulza, Cerchiate, Figino, Garegnano Marcido, Lampugnano, Mazzo, Musocco, Pantanedo, Quarto Cagnino, Quinto Romano, Terrazzano, Valera e Villapizzone.

### Età contemporanea
Nel 1808, durante l'occupazione napoleonica, Trenno fu aggregata al Comune di Milano per effetto di un decreto imperiale. Con la Restaurazione austriaca, nel 1816, riacquistò la propria autonomia comunale.
Dal 1816 al 1859 fece parte del distretto III di Bollate, in base al compartimento territoriale delle province lombarde nel regno Lombardo-Veneto 
Nel 1841, il comune ampliò il proprio territorio con l’annessione di Lampugnano e, al momento dell’unità d'Italia, contava 1.115 abitanti.
Il territorio municipale confinava a nord con Cassina Triulza, Musocco e Garegnano, a est con Boldinasco, Lampugnano e i Corpi Santi, a sud con Quarto Cagnino e Quinto Romano, e a ovest con Pero. Si estendeva su una vasta area agricola attraversata dal fiume Olona e costellata di cascine, comprendendo, oltre al piccolo nucleo abitato corrispondente all’odierno quartiere, anche tre centri destinati a uno sviluppo urbano indipendente: Quarto Cagnino, Quinto Romano e Figino. 
Nel 1869 furono aggregati al Comune di Trenno i vicini comuni di Figino, Quarto Cagnino e Quinto Romano, assumendo lo status di frazioni.
A causa del crescente sviluppo urbano della periferia milanese, nel 1923 l'amministrazione fascista promosse la creazione della cosiddetta “Grande Milano”, che fu istituita con il Regio Decreto n. 1912 del 2 settembre 1923. Da quella data, Trenno fu definitivamente incorporato nel Comune di Milano
, insieme ad altri dieci comuni.

### Prima Guerra Mondiale

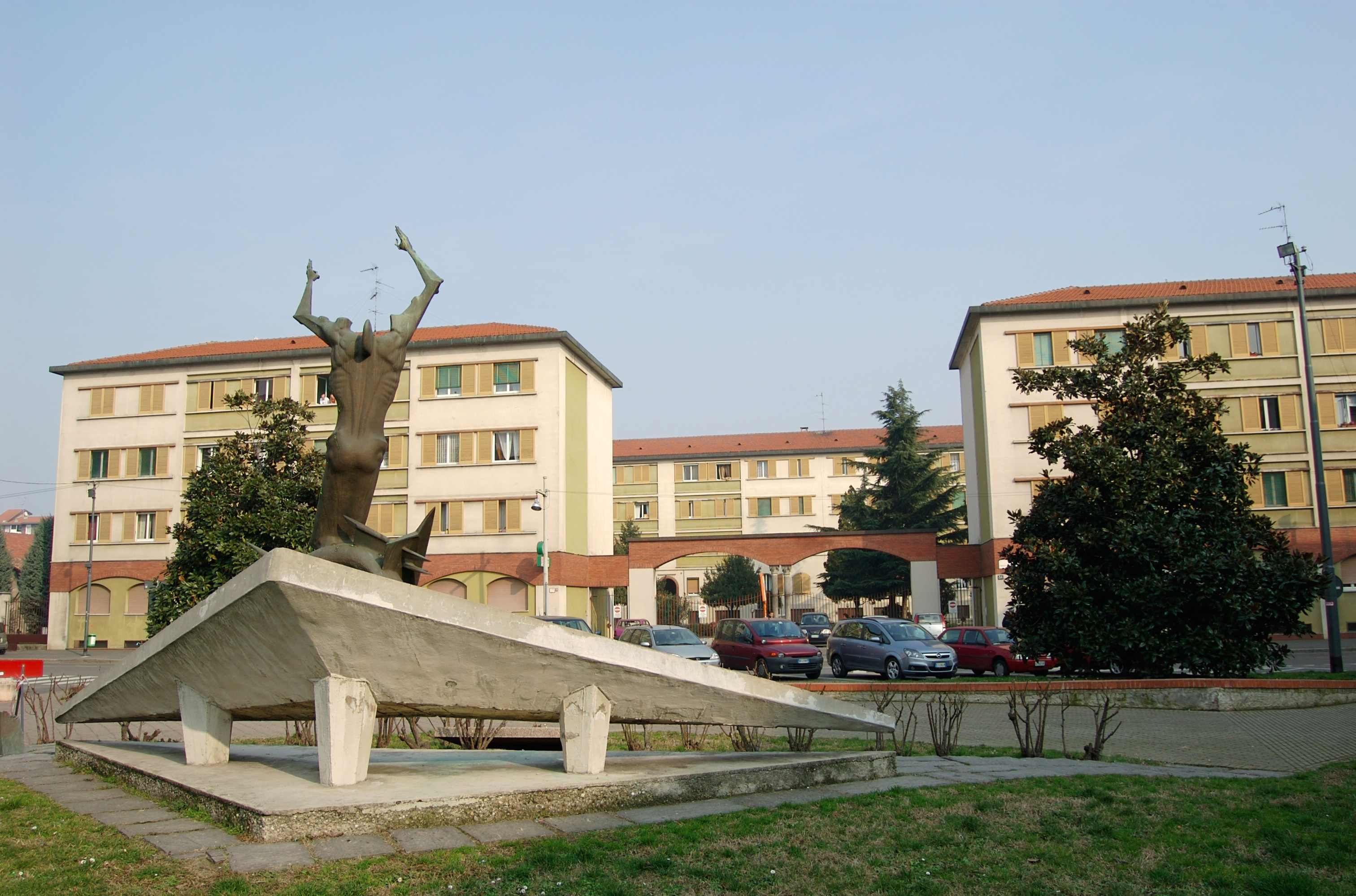
Monumento ai caduti di Trenno

Durante la prima guerra mondiale, a Trenno fu attivo un campo di volo militare, situato nell'area oggi occupata dal Parco Aldo Aniasi. Il campo ospitò diverse squadriglie del Servizio Aeronautico del Regio Esercito, svolgendo un ruolo strategico nella difesa aerea del Nord Italia.
Dal novembre 1916 operò la 74ª Squadriglia‘, originariamente nata come 5ª Squadriglia caccia, dotata di velivoli Farman e Aviatik. Nel settembre 1917 fu riorganizzata nella 122ª Squadriglia, che operò a Trenno fino al termine del conflitto. La squadriglia era equipaggiata con aerei da caccia Nieuport 11, Hanriot HD.1 e Caproni Ca.33 armati, e tra i suoi piloti figurò anche Arturo Ferrarin, futuro protagonista della trasvolata Roma-Tokyo.
Il campo di Trenno fu anche sede del Gruppo aviazione da difesa settentrionale, poi riorganizzato come Gruppo Difesa Aerea Lombardia, comprendente più squadriglie e sezioni dislocate in Lombardia e Piemonte. Questo fa di Trenno un importante punto di riferimento nella storia dell'aviazione militare italiana.
Il campo volo, ha lasciato traccia anche nella toponomastica locale: l’attuale via Ferdinando Giorgi, che attraversa l’area un tempo occupata dal campo volo, è intitolata al capitano Ferdinando Giorgi, per commemorare il contributo dei reparti aerei militari ospitati a Trenno durante il conflitto.

### Seconda guerra mondiale
Il 26 aprile 1945, nei pressi della Cascina Bellaria, si verificò uno scontro a fuoco tra partigiani della 44ª Brigata Matteotti e un'autocolonna di soldati tedeschi e fascisti della Legione Muti proveniente da Novara. Nel conflitto persero la vita i partigiani Eugenio Casiraghi, Luigi Del Vecchio ed Erminio Grassi. Un cippo commemorativo è stato eretto sul luogo dello scontro per onorarne la memoria. e un murales dipinto in occasione del 25 aprile 2021 è stato creato in via Bellaria
All'interno del Parco Aldo Aniasi si trova inoltre il Milan War Cemetery, un cimitero militare britannico che ospita le spoglie di 417 caduti del Commonwealth della Seconda guerra mondiale. 

## Monumenti e luoghi d'interesse

### Architetture religiose
La Chiesa parrocchiale di Trenno è dedicata a San Giovanni Battista. Al suo interno vi è collocata L'Adorazione dei Magi, opera barocca dipinta nel 1657 dal tedesco Johann Christoph Storer e per lungo tempo attribuita alla scuola di Rubens.

### Architetture civili
A Trenno è ancora attiva una delle tredici cascine milanesi in funzione: è l'ottocentesca Cascina Rizzardi, nota anche come Cascina Campi. Di proprietà del Comune di Milano, pratica l'allevamento di bovini da carne, accudisce e cura cavalli, mantiene una fattoria di piccoli animali e ha sviluppato le attività agroturistiche oltre a una scuola di equitazione.

## Società

### Evoluzione demografica
Abitanti censiti

## Infrastrutture e trasporti
- Uruguay
- Bonola
- San Leonardo
- Molino Dorino

L'antico territorio municipale di Trenno è oggi servito dalla linea M1 della metropolitana che lo collega al centro della città con ben quattro fermate del ramo per Rho Fieramilano.

## Galleria d'immagini

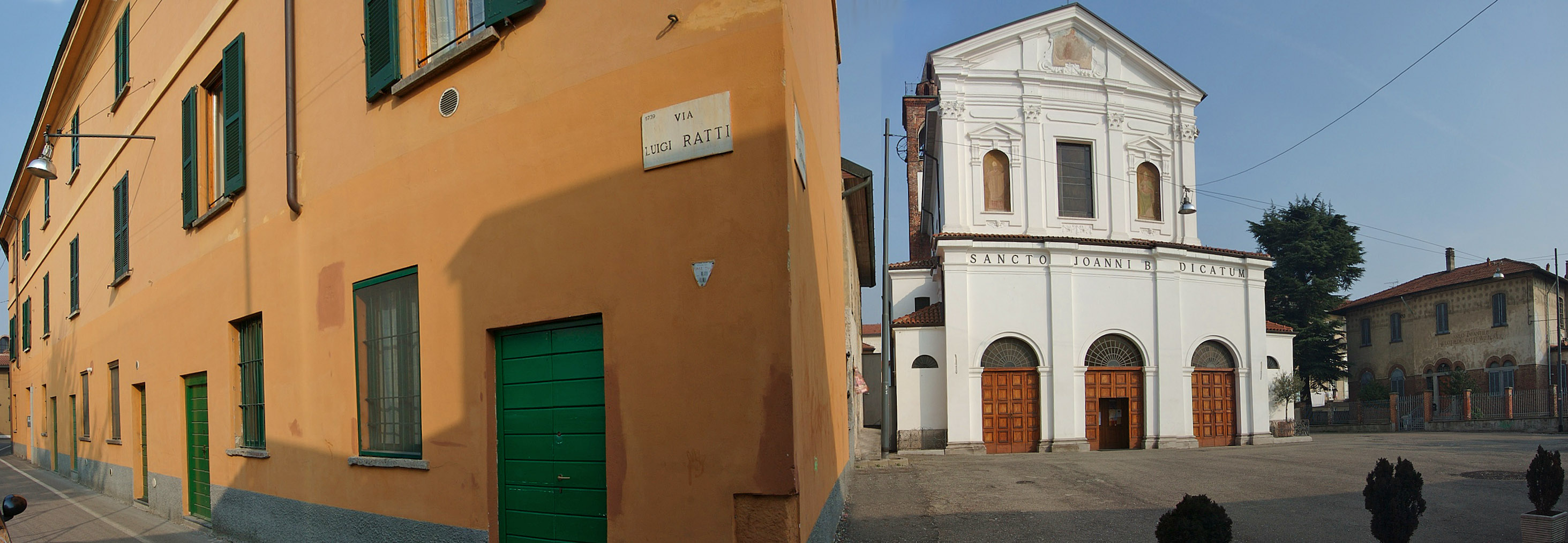
Via Ratti e Piazza San Giovanni
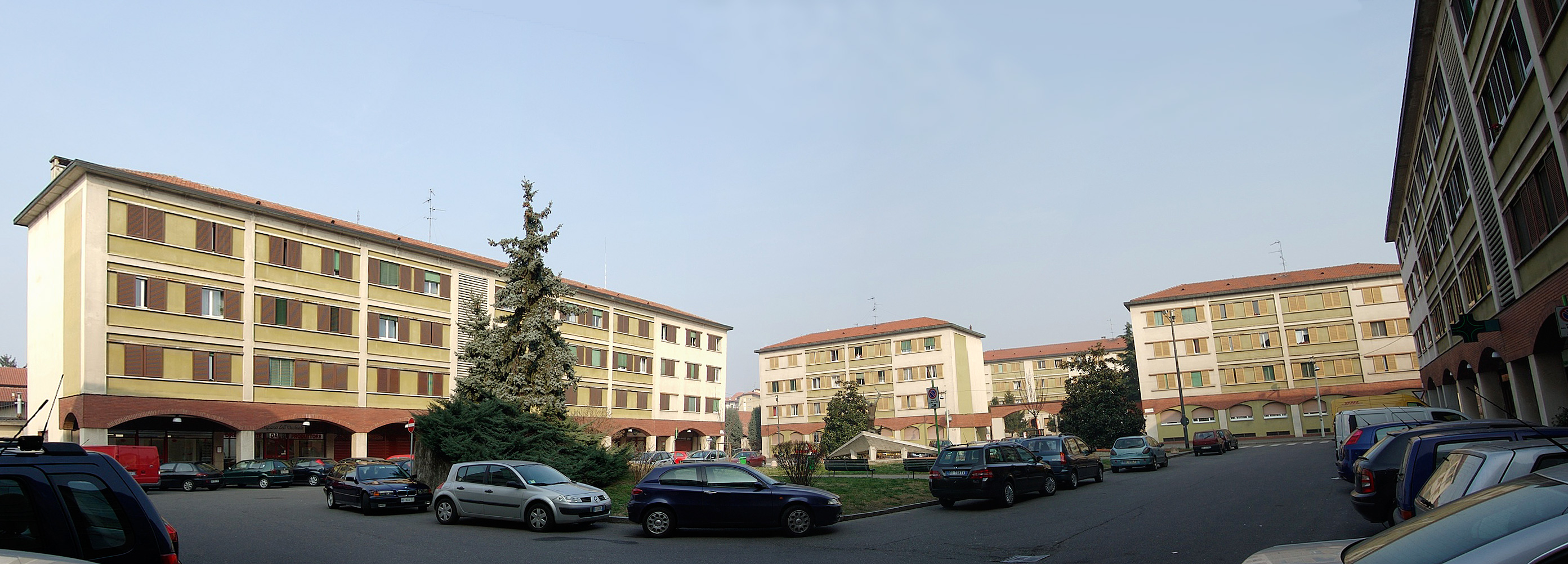
Piazza Rosa Scolari